# Witteella lineata
Witteella lineata är en insektsart som beskrevs av Victor Lallemand 1941. Witteella lineata ingår i släktet Witteella och familjen spottstritar. Inga underarter finns listade i Catalogue of Life.